# Up (casa discografica)
La Superstereo Up International, nota comunemente come Up, è stata una casa discografica italiana, attiva prevalentemente negli anni '70 e  '80.

## Storia
Fu fondata a metà degli anni '70 dal discografico Walter Guertler, che negli anni precedenti aveva creato moltissime etichette quali ad esempio la Music, la Jolly e la Joker, tutte riunite nel gruppo S.A.A.R..
Gli artisti più noti della Up furono i Collage, che rappresentarono l'etichetta al Festival di Sanremo 1977 con Tu mi rubi l'anima, gli Sugar and Candies, con Zucchero Fornaciari, e Francesco Florio, cantante solista dei Rogers; venne inoltre usata da Guertler per stampare in Italia dischi di artisti stranieri di cui otteneva l'esclusiva per il mercato italiano.

## Dischi
La datazione qui riportata si basa sull'etichetta del disco o sulla copertina; qualora nessuno di questi elementi abbia una datazione, è basata sulla numerazione del catalogo; talora è, infine, basata sul codice della matrice di stampa. Se esistenti, sono riportati, oltre all'anno, il mese e il giorno (quest'ultimo dato si trova, a volte, stampato sul vinile).

### 33 giri
Stesso numero di catalogo per la serie Long Playing (LPUP o STBUP) o in versione musicassetta (MCUP)
| Numero di catalogo LP/MC | Anno       | Interprete                   | Titoli |
| ------------------------ | ---------- | ---------------------------- | --- |
| LPUP/MCUP 5000           |            | Autori Vari                  | Louis Armstrong : Hello Louis!                                                                                 |
| LPUP/MCUP 5001           |            | Autori Vari - Esecutori vari | Le grandi pagine della chitarra                                                                                |
| LPUP 5006                |            | Esecutori vari               | Burt Bacharach : Biggest Hits                                                                                  |
| LPUP 5007                |            | Autori Vari - Esecutori vari | Glenn Miller sound                                                                                             |
| LPUP 5010                |            | Autori Vari - Esecutori vari | Romantic Strings                                                                                               |
| LPUP 5011                |            | Autori Vari - Esecutori vari | Boogie Woogie corner                                                                                           |
| LPUP 5012                |            | Autori Vari - Esecutori vari | Piano Cocktail                                                                                                 |
| LPUP 5013                |            | Autori Vari - Esecutori vari | Hammond a gogo                                                                                                 |
| LPUP 5014                |            | Autori Vari - Esecutori vari | Classic for Dancing                                                                                            |
| LPUP 5015                |            | Autori Vari - Esecutori vari | Opera a gogo                                                                                                   |
| LPUP 5016                |            | Esecutori vari               | Strauss Party                                                                                                  |
| LPUP 5021                | 1975       | Bruno Venturini              | Le più belle canzoni di Napoli                                                                                 |
| LPUP 5021                | 1977       | Bruno Venturini              | Le più belle canzoni di Napoli                                                                                 |
| LPUP/MCUP 5025           |            | Autori Vari - Esecutori vari | Ticino folk - Volume 1                                                                                         |
| LPUP 5027                |            | Autori Vari - Esecutori vari | I grandi del banjo                                                                                             |
| LPUP 5030                |            | Autori Vari - Esecutori vari | Antiche canzoni napoletane                                                                                     |
| LPUP/MCUP 5032           |            | Autori Vari - Esecutori vari | Liscio Parade - Volume 1                                                                                       |
| LPUP/MCUP 5034           |            | Autori Vari - Esecutori vari | Guitar Parade - Volume 1                                                                                       |
| LPUP/MCUP 5035           |            | Autori Vari - Esecutori vari | Sax Parade - Volume 1                                                                                          |
| LPUP/MCUP 5036           |            | Autori Vari - Esecutori vari | Dolci chitarre                                                                                                 |
| LPUP/MCUP 5037           |            | Autori Vari - Esecutori vari | Piano Parade - Volume 1                                                                                        |
| LPUP/MCUP 5039           |            | Esecutori vari               | Barry White themes                                                                                             |
| LPUP 5040 (MCUP 5040)    |            | Autori Vari - Esecutori vari | Guitar Boogie                                                                                                  |
| LPUP 5041 (MCUP 5041)    |            | Autori Vari - Esecutori vari | Film Parade - Volume 1                                                                                         |
| LPUP 5044 (MCUP 5044)    |            | Autori Vari - Esecutori vari | Soul Parade - Volume 1                                                                                         |
| LPUP 5056 (MCUP 5000)    |            | Louis Armstrong              | Louis Armstrong in East Europe                                                                                 |
| LPUP 5062 / MCUP 5062    | 1975       | Country Joe (non Macdonald)  | Songs of Dylan Donovan & Paxton                                                                                |
| LPUP 5063 / MCUP 5063    | 1979       | Wolfgang Amadeus Mozart      | Sinfonia n. 40 in Sol minore KW 550                                                                            |
| LPUP 5071                | 1975       | Betty Curtis                 | 14 successi indimenticabili                                                                                    |
| LPUP 5072 (MCUP 5072)    |            | Autori Vari - Esecutori vari | Super Parade - Volume 1                                                                                        |
| LPUP 5073 (MCUP 5073)    |            | Autori Vari - Esecutori vari | Jukebox Parade - Volume 1                                                                                      |
| LPUP 5094 (MCUP 5094)    |            | Autori Vari - Esecutori vari | Le musiche dei grandi film Western                                                                             |
| LPUP 5096                | 1977       | Erika Grassi                 | Canzoni romanesche della mala                                                                                  |
| LPUP 5117 / MCUP 5117    |            | Johann Sebastian Bach        | Toccata e Fuga in Re minore BWV 565 - BWV 560 - BWV 553 - BWV 542 - BWV 556 - BWV 559                          |
| LPUP 5118 / MCUP 5118    |            | Tommaso Albinoni             | Adagio per Archi e Organo in Sol minore - Concerto per Archi e continuo in Re opera VII n. 1                   |
| LPUP 5119 / MCUP 5119    |            | Antonio Vivaldi              | Le quattro stagioni : Concerto nr. 1 'La Primavera' - nr. 2 'l'Estate' - nr. 3 'L'Autunno' - nr. 4 'l'Inverno' |
| LPUP 5184                |            | Peter Tschaikowsky           | Suites da: Lo Schiaccianoci - Il lago dei cigni                                                                |
| LPUP 5185                |            | Gioachino Rossini            | Ouverture da: La gazza ladra - Guglielmo Tell - Il Barbiere di Siviglia                                        |
| LPUP 5186                |            | Ludwig van Beethoven         | Sinfonia nr. 3 in Mi bemolle maggiore op. 55 'Eroica'                                                          |
| LPUP 5187                |            | Ludwig van Beethoven         | Sinfonia nr. 5 in Do minore op. 67                                                                             |
| LPUP 5188                |            | Ludwig van Beethoven         | Sinfonia nr. 6 in Fa maggiore op. 68 'Pastorale'                                                               |
| LPUP 5197                | 1978       | Bruno Venturini              | Antologia napoletana volume 1 - Canzoni celebri dal 1880 al 1934                                               |
| LPUP 5198                | 1978       | Bruno Venturini              | Antologia napoletana volume 2 - Canzoni celebri dal 1839 al 1930                                               |
| LPUP 5199                | 1978       | Bruno Venturini              | Antologia napoletana volume 3 - Canzoni celebri dal 1888 al 1945                                               |
| LPUP 5200                | 1978       | Bruno Venturini              | La canzone napoletana: L'ammore                                                                                |
| LPUP 5201                | 1978       | Bruno Venturini              | La canzone napoletana: I ricordi                                                                               |
| LPUP 5202                | 1978       | Bruno Venturini              | La canzone napoletana: Napoli camorrista                                                                       |
| LPUP 5226 / MCUP 5226    | 19-02-1979 | Johannes Brahms              | Sinfonia nr. 1 in Do minore                                                                                    |
| LPUP 5296                | 1980       | Lino Patruno                 | Lino Patruno & His Portobello Jazz Band                                                                        |

### 45 giri
| Numero di catalogo | Anno | Interprete          | Titoli                                            |
| ------------------ | ---- | ------------------- | ------------------------------------------------- |
| UP 10001           | 1976 | Anna e Manuela      | Donna per metà/Sono le sette di sera              |
| UP 10004           | 1976 | Collage             | Due ragazzi nel sole/Ma che faccia da schiaffi    |
| UP 10007           | 1976 | Enrico Maria Baroni | La donna di mio padre/Il letto che scotta         |
| UP 10008           | 1976 | Easy Connection     | Casanova/'cause I love you                        |
| UP 10009           | 1977 | Collage             | Tu mi rubi l'anima/Io non ti venderei             |
| UP 10010           | 1977 | Francesco Florio    | Dolcemente contro te/Come sempre                  |
| UP 10011           | 1977 | Gennaro Mambelli    | Gelusia/Tu pe' mme si ll'ammore                   |
| UP 10013           | 1977 | Easy Connection     | Summer dream/To Sorrento                          |
| UP 10014           | 1977 | Collage             | Lei non sapeva far l'amore/La notte era alta      |
| UP 10016           | 1977 | Lanterna magica     | Sottovoce/Acquerelli                              |
| UP 10017           | 1977 | Gennaro Mambelli    | Ch'aggia a dì/Famme 'o caffè                      |
| UP 10019           | 1977 | Sugar and Candies   | Voulez vous danser/My woman                       |
| UP 10023           | 1978 | Lanterna magica     | Aria d'estate/Lo vuole il corpo lo vuole il cuore |
| UP 10024           | 1978 | Sugar and Candies   | Mi vida/Sometimes in my life                      |
| UP 10025           | 1978 | Erika Grassi        | Si cerchi rogna/Mortango                          |
| UP 10026           | 1978 | Gennaro Mambelli    | San Gennaro/Vattene                               |
| UP 10028           | 1978 | Il Diario           | Piccolo Pierrot/Cristalli                         |